# Eurygyrus bicolor
Eurygyrus bicolor är en mångfotingart som beskrevs av Hoffman och Hans Lohmander 1964. Eurygyrus bicolor ingår i släktet Eurygyrus och familjen Schizopetalidae. Inga underarter finns listade i Catalogue of Life.